# Monasterio de Bagaya
El monasterio de Bagaya (en birmano: ဘားဂရာ ကျောင်း), ubicado en Inwa, región de Mandalay, Birmania (Myanmar) es un monasterio budista construido al suroeste del Palacio de Inwa. Este magnífico monasterio también se conoce como Monasterio Maha Waiyan Bontha Bagaya. Durante el reinado del rey Hsinbyushin (1763-1776), Maha Thiri Zeya Thinkhaya, oficial de la ciudad de Magwe, construyó el monasterio en el establecimiento monástico de Bagaya y lo dedicó a Shin Dhammabhinanda. Es una de las famosas atracciones turísticas de Birmania.
Se encuentra en medio de amplios arrozales, con palmeras, plátanos y arbustos espinosos verdes agrupados en profusión alrededor de su sombreada base

## Etimología
Bagaya (ဘားဂရာ) es una aproximación birmana del idioma Mon phea kao kih (Mon), literalmente "monasterio de flores de estrellas".

## Historia
Este monasterio de madera de teca fue construido por primera vez en 1593 a unas 11 millas (17,7 km) del actual Mandalay. Durante el reinado de Bagyidaw (1819-1837), se produjo un gran incendio el 15 de abril de 1821 que lo arrasó junto a otros muchos edificios importantes. El gobierno trató de reconstruirlo en 1992 y construyó un nuevo edificio de ladrillos en el lugar del antiguo monasterio para el uso de la imagen de Buda y las escrituras Pitaka. Fue construido en base al modelo del antiguo monasterio.

## Arquitectura

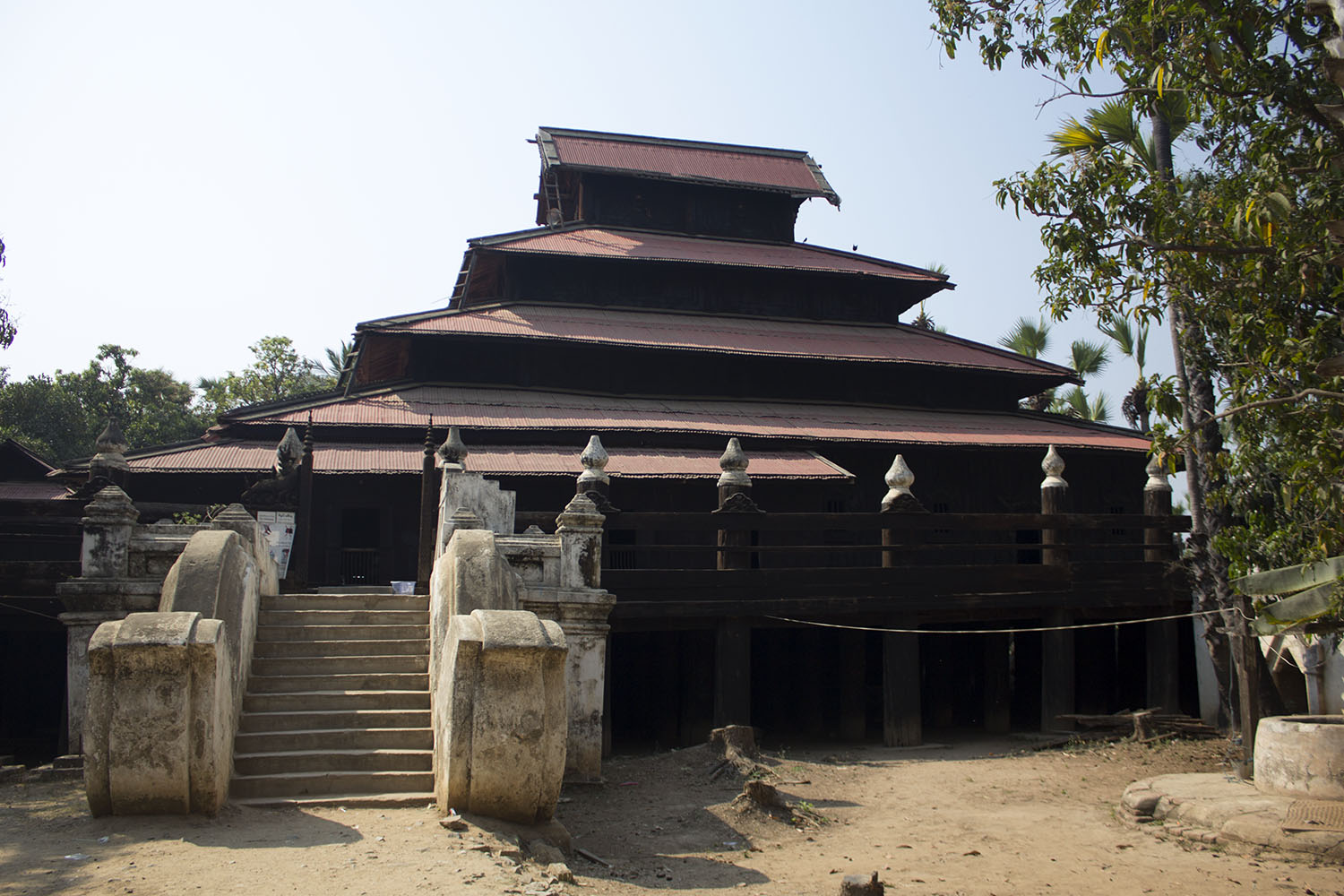
Monasterio de Bagaya

Consta de la aguja de siete niveles, y tiene la sala Dhanu y la sala Bhawga. También tiene ocho escaleras hechas de ladrillos. Fue construido con 267 postes gigantes de madera de teca, tiene una estructura de grandes dimensiones: 188 pies (57,3 m) de alto en longitud y 103 pies (31,4 m) de ancho. Esta desgastado por el clima. Está decorado con espléndidas obras arquitectónicas birmanas como tallas, arabescos florales, la ornamentación con figurillas curvas y relieves de pájaros y animales, así como pequeños pilares decorados en la pared, obras artísticas de la Era Inwa.